# کندای کین
کندای کین (انگلیسی: Candye Kane؛ زادهٔ ۱۳ نوامبر ۱۹۶۵) یک ستاره فیلم بزرگسالان آمریکایی، و بعداً خواننده و سرگرم‌کننده بلوز، موسیقی‌دان و اهل ایالات متحده آمریکا بود.
ِ
کین، در ۶ مه ۲۰۱۶ میلادی درگذشت.